# Ґай (Сохачевський повіт)
Ґай (пол. Gaj) — село в Польщі, у гміні Тересін Сохачевського повіту Мазовецького воєводства.
Населення — 54 особи (2011).
У 1975-1998 роках село належало до Скерневицького воєводства.

## Демографія
Демографічна структура станом на 31 березня 2011 року:
|          | Загалом | Допрацездатний вік | Працездатний вік | Постпрацездатний вік |
| -------- | ------- | ------------------ | ---------------- | -------------------- |
| Чоловіки | 24      | 7                  | 17               | 0                    |
| Жінки    | 30      | 9                  | 17               | 4                    |
| Разом    | 54      | 16                 | 34               | 4                    |